# Phloeotribus
Genre
Phloeotribus est un genre d'insectes de l'ordre des coléoptères (insectes possédant en général deux paires d'ailes incluant entre autres les scarabées, coccinelles, lucanes, chrysomèles, hannetons, charançons et carabes).

## Liste des espèces
- Phloeotribus liminaris
- Phloeotribus oleae - neiroun, scolyte de l'olivier

Selon ITIS (17 août 2010) :
- Phloeotribus dentifrons (Blackman, 1921)
- Phloeotribus frontalis (Olivier, 1795)
- Phloeotribus lecontei Schedl, 1962
- Phloeotribus liminaris (Harris, 1852)
- Phloeotribus piceae Swaine, 1911
- Phloeotribus pruni Wood, 1956
- Phloeotribus pseudoscabricollis Atkinson, 1989
- Phloeotribus scabricollis (Hopkins, 1916)
- Phloeotribus texanus Schaeffer, 1908